# Symplectoscyphus flexilis
Symplectoscyphus flexilis is een hydroïdpoliep uit de familie Sertulariidae. De poliep komt uit het geslacht Symplectoscyphus. Symplectoscyphus flexilis werd in 1901 voor het eerst wetenschappelijk beschreven door Hartlaub. 